# 雑賀崎台場
雑賀崎台場（さいかざきだいば）は、和歌山県和歌山市雑賀崎字長尾西原にあった紀州藩が設置した砲台。和歌山県指定史跡。

## 概要
紀伊水道を望む「トンガの鼻」と呼ばれる岬に築かれた台場（砲台）で、江戸時代末期に増加する外国船出現からの沿岸部防衛のために築かれた。
2007年（平成19年）から2014年（平成26年）までに3次の発掘調査が行われており、台場外縁の土塁や、土塁下の石垣などが調査されている。2007年（平成19年）の調査では、土塁に囲まれた中央部に平面V字状を呈する石積みの遺構が確認された。このような遺構は他に類例がなく、砲台に関する何らかの施設と見られるが詳細はよく解っていない。
2010年（平成22年）4月20日に県の史跡に指定された。現地は市民公益活動団体「トンガの鼻自然クラブ」が草刈りや道路整備などの管理を行っている。